# 호프 밸리
《호프 밸리》(When Calls the Heart)은 2014년 1월 11일부터 현재까지 홀마크 채널에서 방영되고 있는 텔레비전 드라마이다.

## 출연
- 로리 로클린
- 대니얼 리싱
- 마틴 커민스
- 잭 와그너